# Baśniobór
Baśniobór (ang. Fablehaven) – pierwsza książka z pięciu tomów fantasy o tej samej nazwie. Jej kontynuacją jest Smocza straż – obie serie są książkami autorstwa Brandona Mulla.
Książkę wydano w wersji anglojęzycznej 30 lipca 2006, w wersji polskiej ukazała się w maju 2011 nakładem wydawnictwa WAB.
Kolejne tomy: „Baśniobór. Gwiazda Wieczorna wschodzi” (pl. 2011), „Baśniobór. Plaga cieni” (pl. 2012), „Baśniobór. Tajemnice smoczego azylu” (pl. 2012), „Baśniobór. Klucze do więzienia demonów” (pl. 2013). Kontynuacja serii nosi nazwę Smocza Straż.

## Fabuła
Rodzeństwo Kendra i Seth mają spędzić wakacje u dziadka. Dziadek wita ich całą serią zakazów i przestróg, okazuje się jednak, że pełni ważną funkcję – jest strażnikiem niezwykłej krainy, Baśnioboru. Dzieci wcale nie zamierzają słuchać dziadka, który zakazuje zbliżać się im do lasu. Nie wiedzą, że łamiąc zakaz, uwolnią siły zła, którym będzie trzeba stawić czoło.